# SV Tübingen 1870
Der SV Tübingen 1870 ist der älteste Schachverein in Tübingen und der älteste im Schachverband Württemberg. In der Saison 1994/95 und 1995/96 spielte der SV Tübingen 1870 in der ersten Schachbundesliga.

## Geschichte des Vereins
Der SV Tübingen 1870 wurde am 6. Mai 1870 von zwölf Theologiestudenten der Eberhard Karls Universität Tübingen gegründet und liegt in der Rangliste der ältesten noch bestehenden Schachklubs Deutschlands auf Platz 18, hinter dem Schachklub Passau (1869).

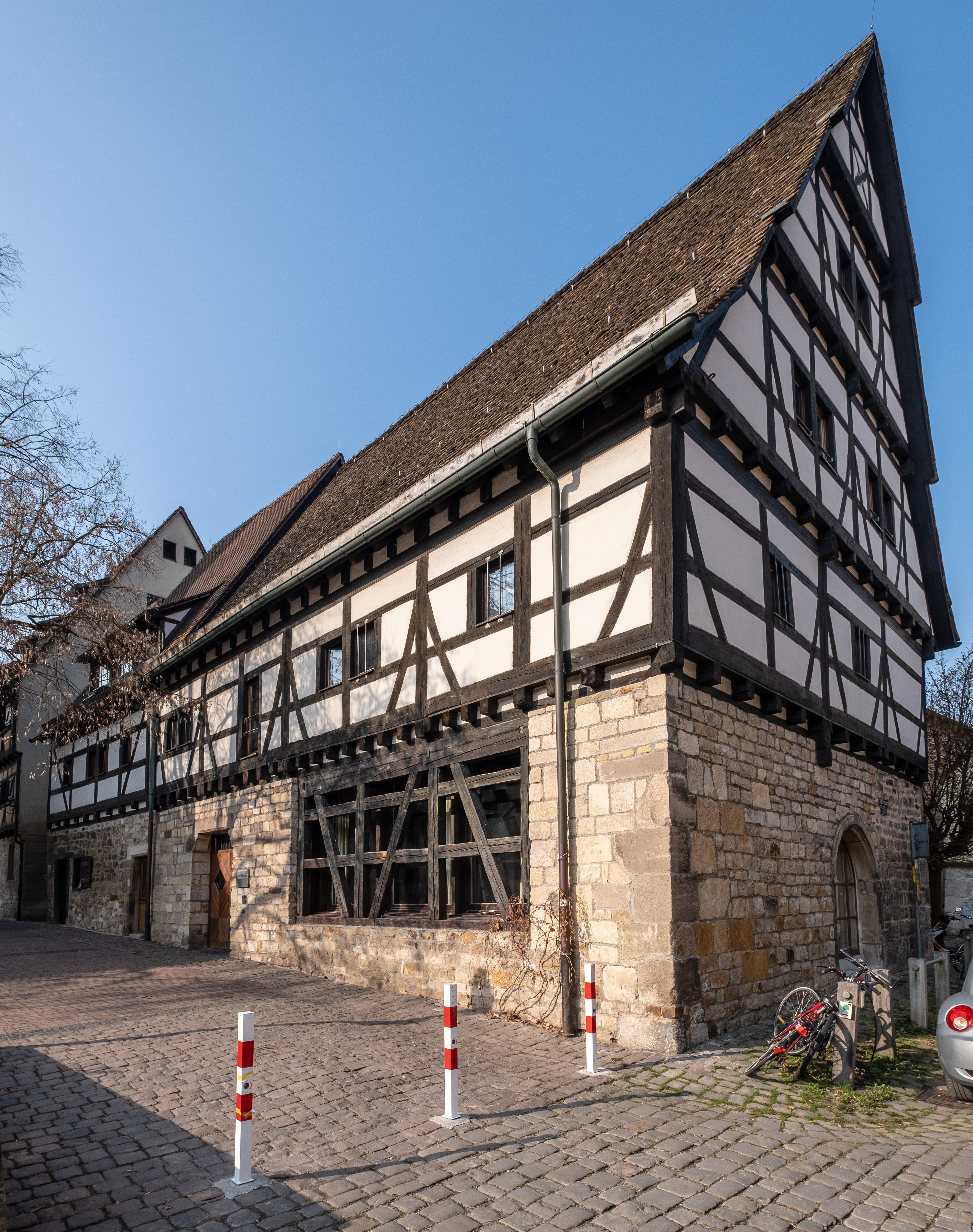
Spielort, Salzstadel Tübingen

Ursprünglich wurde der Verein unter dem Namen Akademischer Schachverein Tubingensis (sic) gegründet. 1877 gehörte der Akademische Schachklub zu den Gründervereinen des Deutschen Schachbund, jedoch erst nach dem Ende des Ersten Weltkriegs wurde der Verein auch für die nicht-studentische Bevölkerung geöffnet und der Verein auf seinen heutigen Namen Schachverein Tübingen 1870 umbenannt.
Im Jahr 1983 gelang dem Verein erstmals der Aufstieg in die zweite Schachbundesliga. 1994 schaffte die 1. Mannschaft des SV Tübingen 1870 den Aufstieg in die höchste deutsche Spielklasse. In der Saison 1994/95 erreichte die Mannschaft mit den einheimischen Spielern, u. a. Eckhard Schmittdiel und Frank Zeller, und der Unterstützung der beiden tschechischen Großmeister Karel Mokrý und Eduard Meduna sowie den beiden aus Ungarn stammenden Internationalen Meistern Tamás Horváth und József Pálkövi den 5. Platz.
1992 spaltete sich aus Kreisen der Jugendabteilung des SV Tübingen 1870 der SK Bebenhausen ab, der den SV Tübingen 1870 inzwischen an Mitgliederzahl übertroffen hat und mit über 100 Mitgliedern, darunter viele Kinder und Jugendliche, der größte Schachklub in Württemberg ist. 2015 drohte dann, nach der Abspaltung, die Auflösung des SV Tübingen 1870, die jedoch noch abgewendet werden konnte.
Derzeit hat der Verein 32 Mitglieder (Dezember 2020) und nimmt noch mit drei Mannschaften, davon eine Seniorenmannschaft, an Mannschaftskämpfen im Ligabetrieb des Schachverband Württemberg teil. Außerdem ist der Verein der Ausrichter der jährlich stattfindenden Offenen Tübinger Stadtmeisterschaft, die 2021/22 bereits zum 57. Mal ausgetragen wurde.
Sein Spiellokal hat der SV Tübingen 1870 im Salzstadel bei der Jakobuskirche in der Altstadt von Tübingen.
Im Jahr 2020 feierte der Verein sein 150-jähriges Bestehen.